# Rilly-sur-Loire
Rilly-sur-Loire – miejscowość i gmina we Francji, w Regionie Centralnym, w departamencie Loir-et-Cher.
Według danych na rok 1990 gminę zamieszkiwało 321 osób, a gęstość zaludnienia wynosiła 31 osób/km² (wśród 1842 gmin Regionu Centralnego Rilly-sur-Loire plasuje się na 822. miejscu pod względem liczby ludności, natomiast pod względem powierzchni na miejscu 1130.).